# Giải Sao Thổ
Giải Sao Thổ (tiếng Anh: Saturn Award) là giải thưởng thường niên của Viện Hàn lâm phim khoa học viễn tưởng, kỳ ảo và kinh dị trao cho các hoạt động phim ảnh thuộc các thể loại như phim kinh dị, kỳ ảo và khoa học viễn tưởng, phim truyền hình và video giải trí tại gia (home video).

## Lịch sử
Giải Sao Thổ do Dr. Donald A. Reed lập ra từ năm 1972, vì ông ta cho rằng các phim thuộc các thể loại nói trên chưa bao giờ được đánh giá xứng đáng với giá trị của chúng. Biểu tượng của giải là một cúp hình Sao Thổ bao quanh bởi một vòng phim, đôi khi vẫn thường được coi cách hời hợt như một Cuộn Vàng (Golden Scroll). Cũng giống như các giải khác - chẳng hạn giải Oscar, giải Emmy hoặc giải Grammy - các giải Sao Thổ được các thành viên trong Hàn lâm viện bầu chọn. Cũng có một giải dành cho cống hiến trọn đời trong thể loại phim này.
Mặc dù các giải chủ yếu dành cho phim kinh dị, tưởng tượng và khoa học viễn tưởng; giải Sao Thổ cũng đã bắt đầu công nhận các phim thuộc thể loại tiêu chuẩn phim chính kịch. Ví dụ, kỳ giải thứ 35, trao năm 2009, đã có các phim cổ điển thời chiến từ thập niên 1940 như Casablanca tới phim sản xuất năm 2008 Slumdog Millionaire được đề cử.

## Các thể loại tranh giải

### Điện ảnh
- Phim khoa học viễn tưởng hay nhất
- Phim kỳ ảo hay nhất
- Phim kinh dị hay nhất
- Phim hành động/mạo hiểm/giật gân hay nhất
- Phim hoạt hình hay nhất
- Phim quốc tế hay nhất
- Đạo diễn xuất sắc nhất
- Nam diễn viên chính xuất sắc nhất
- Nữ diễn viên chính xuất sắc nhất
- Nữ diễn viên phụ xuất sắc nhất
- Nam diễn viên phụ xuất sắc nhất
- Diễn viên trẻ xuất sắc nhất
- Kịch bản hay nhất
- Nhạc phim hay nhất
- Hóa trang tốt nhất
- Trang phục tốt nhất
- Hiệu ứng đặc biệt tốt nhất

### Truyền hình
- Loạt phim truyền hình mạng hay nhất
- Loạt phim truyền hình cáp hay nhất
- Trình diễn truyền hình hay nhất
- Nam diễn viên chính truyền hình xuất sắc nhất
- Nữ diễn viên chính truyền hình xuất sắc nhất
- Nữ diễn viên phụ truyền hình xuất sắc nhất
- Nam diễn viên phụ truyền hình xuất sắc nhất
- Loạt phim truyền hình quốc tế hay nhất

### Video giải trí tại gia
- Phát hành DVD hay nhất
- Phát hành DVD phim Phiên bản đặc biệt hay nhất
- Phát hành DVD phim cổ điển hay nhất
- Bộ sưu tập DVD hay nhất
- Phát hành DVD phim truyền hình hay nhất